# Gaj (Sępopol)
Pour les articles homonymes, voir Gaj.
Gaj est un village polonais de la voïvodie de Varmie-Mazurie, dans le powiat de Bartoszyce.